# Ion Iliescu

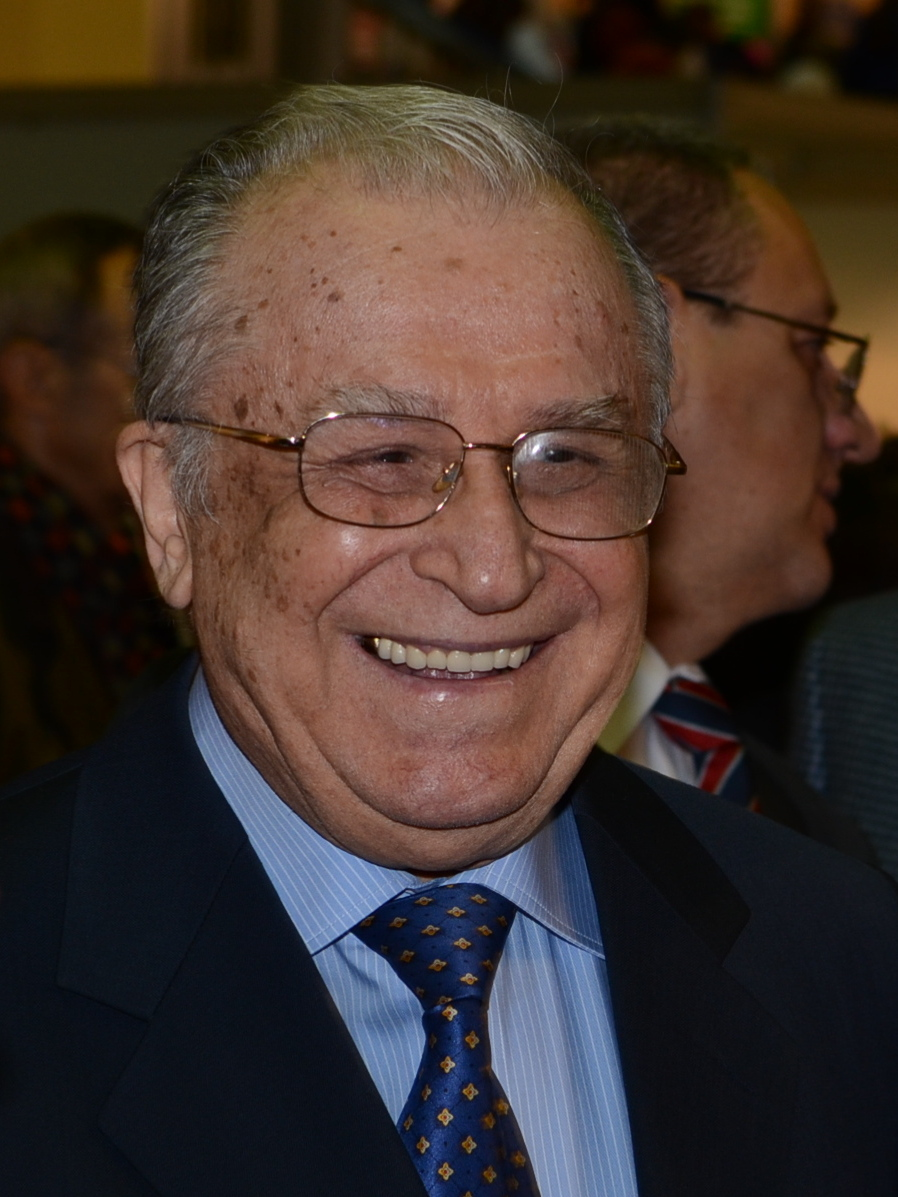
Ion Iliescu 2013.

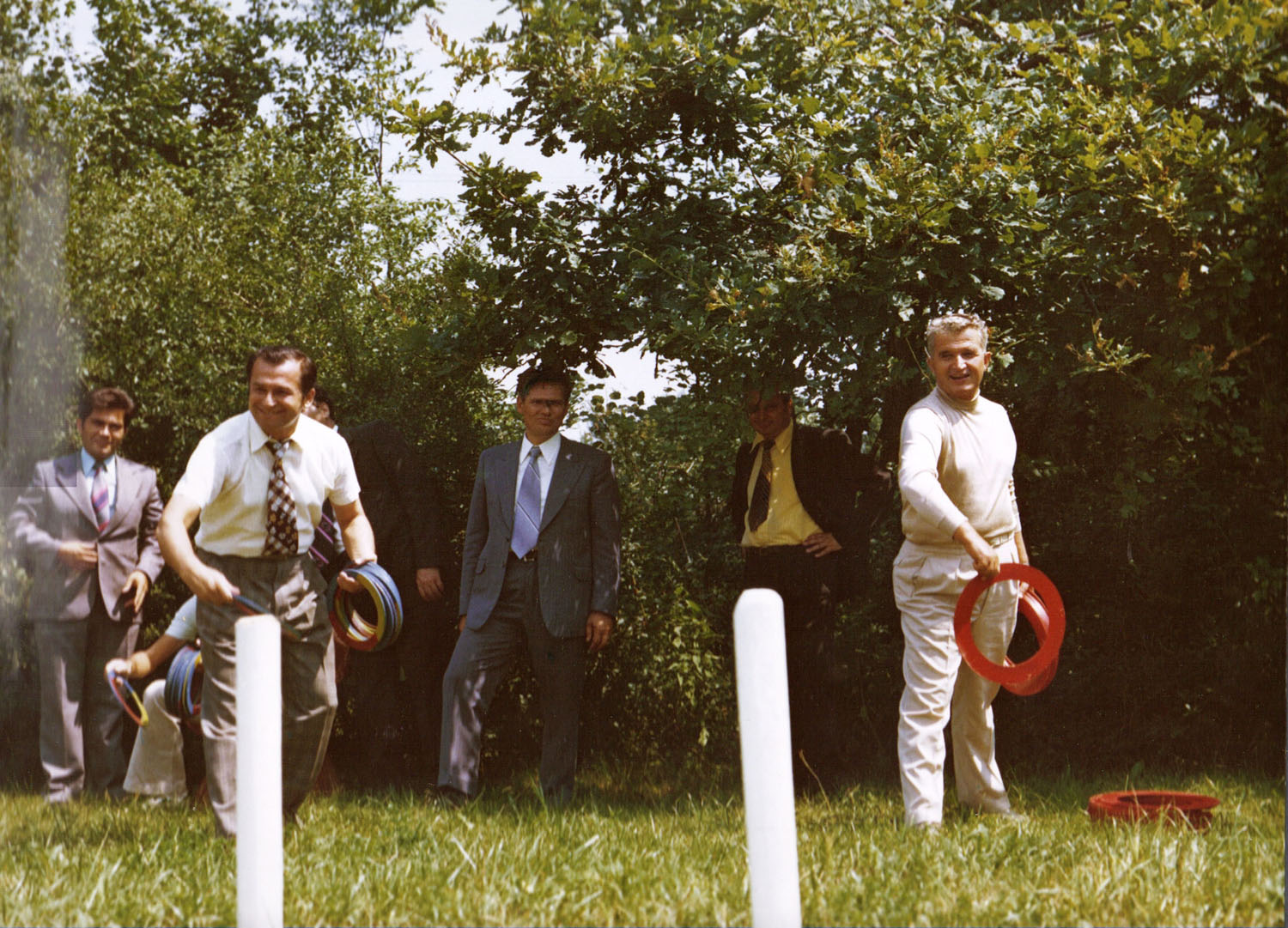
Ion Iliescu (vänster) med Nicolae Ceaușescu (längst till höger) 1976, som han följde lojalt till den rumänska revolutionen 1989, då han medverkade till Ceausescus avrättning och efterträdde honom som landets första demokratiskt valda president.

Ion Iliescu (rumänskt uttal: [iˈon iliˈesku]), född 3 mars 1930 i Olteniţa i Călărași, död 5 augusti 2025 i Bukarest, var en rumänsk politiker. Han var Rumäniens president 1990–1996 och 2000–2004.
Ion Iliescu gick med i Rumänska kommunistpartiet (PCR) 1953 och fick en karriär inom partiet. Han hade en ledande roll under den rumänska revolutionen 1989 och utsågs juldagarna 1989 till landets president, vilket bekräftades i fria val 1990 och 1992, där Iliescu slöt sig till det nybildade demokratiska partiet Nationella räddningsfronten (FSN). 1996 anslöt han till Socialdemokratiska partiet (PSD), men led nederlag mot liberalen Emil Constantinescu. Fyra år senare ställde han upp som partilös och fick revansch i presidentvalet. 2004 anslöt han återigen till socialdemokraterna.
Iliescu avled i lungcancer den 5 augusti 2025.

## Utmärkelser
- Uruguays medalj,  28 maj 1996[12]
- Storkorset av Vita dubbelkorsets orden,  9 september 2002[13]
- Kedja av Civiltjänstorden,  2003[14]
- Storkorsriddare med kedja av Republiken Italiens förtjänstorden,  15 oktober 2003[15]
- Elefantorden,  16 mars 2004[16]
- Rumänska Stjärnans orden
- 23 augusti-orden
- Rumäniens nationella förtjänstorden
- Ungerska förtjänstorden
- Republiken Indonesiens stjärna
- Civilmeritens orden
- Jugoslaviska Stjärnans orden
- Vita dubbelkorsets orden
- Socialistiska republiken Rumäniens stjärna
- Republiken Polens förtjänstorden
- Vytautasorden
- Maltas nationalförtjänstorden
- Vita örnens orden
- Storkors av Vytautasorden
- Terra Mariana-korsets orden
- Kung Tomislavs stororden
- Kazakstans Vänskapsorden, första graden
- Storkors av Rumäniens nationella förtjänstorden
- Ordenskedja av Rumänska Stjärnans orden
- Nationella orden för trogen tjänst
- Sloveniens frihetsorden
- Stora jugoslaviska stjärnans orden
- İstiqlal-orden
- Sikatunaorden
- Kungliga Serafimerorden
- Storkors av Republiken Polens förtjänstorden
- Kedja av Terra Mariana-korsets orden
- Mugunghwaorden

[Redigera Wikidata]